# رأفت الميهي
رأفت الميهي (29 سبتمبر 1940 - 24 يوليو 2015) هو مخرج وكاتب مصري، دخل مجال السينما مع بداية سبعينات القرن العشرين ككاتب سيناريو في فيلم«شروق وغروب».
يُعتبر من المخرجين المتميزين في إخراج الأفلام الكوميدية، حيث اختار له نقاد أربعة من أفلامه ضمن قائمة أفضل مئة فيلم كوميدي مصري في مهرجان الإسكندرية السينمائي دورة عام 2022.

## أعماله
من أهم أعماله:
- للحب قصة أخيرة[ا]
- سمك لبن تمر هندي[ب]
- ست الستات
- الأفوكاتو[ا][ب]
- تفاحه
- عيون لا تنام
- السادة الرجال[ب]
- سيداتي آنساتي[ب]
- ميت فل
- علشان ربنا يحبك

## وصلة خارجية
- رأفت الميهي على موقع IMDb (الإنجليزية)
- رأفت الميهي على موقع الدهليز
- رأفت الميهي على موقع قاعدة بيانات الأفلام العربية
- رأفت الميهي على موقع قاعدة بيانات الفيلم (الإنجليزية)